# Pfarrkirche St. Jakob im Lesachtal

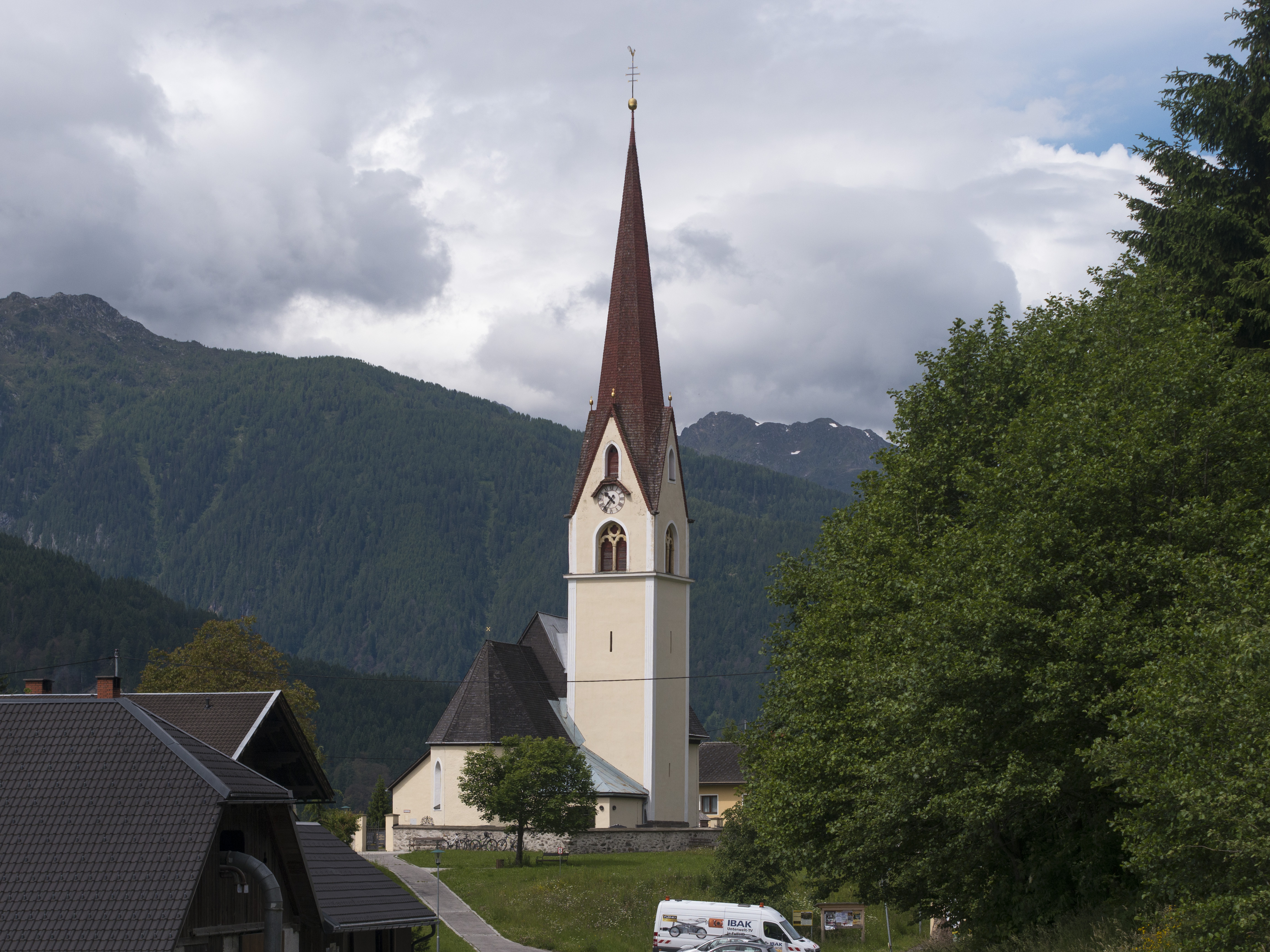
Kirche St. Jakob

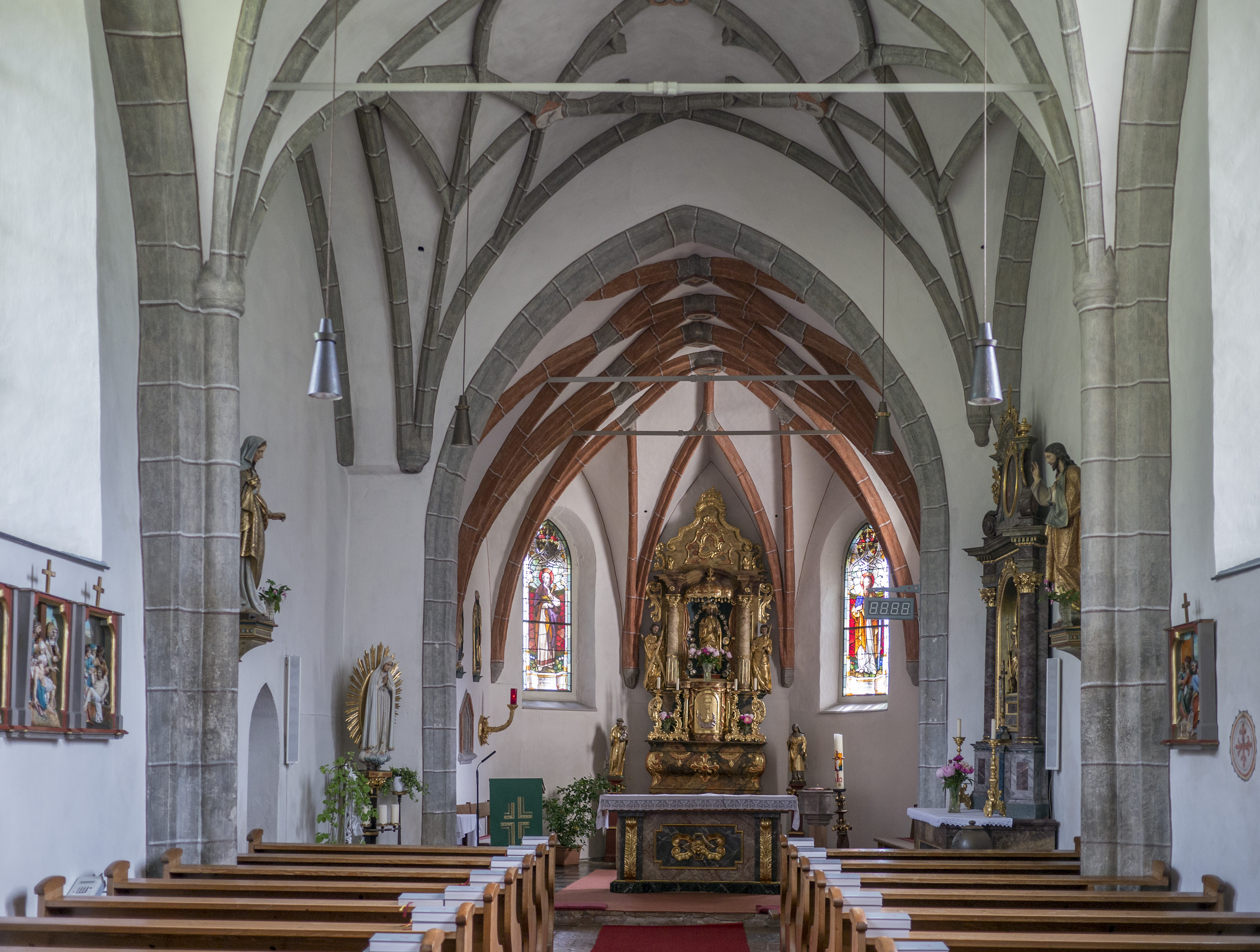
Der Innenraum der Kirche

Die römisch-katholische Pfarrkirche St. Jakob im Lesachtal steht, von einem Friedhof umgeben, im Ort Sankt Jakob im Lesachtal in der Marktgemeinde Kötschach-Mauthen in Kärnten. Die Pfarrkirche hl. Jakobus der Ältere gehört zum Dekanat Kötschach in der Diözese Gurk-Klagenfurt. Die Kirche mit dem Friedhof stehen unter Denkmalschutz.

## Geschichte
Eine Kirche wurde 1376 urkundlich genannt. Der spätgotische Kirchenbau vom Anfang des 16. Jahrhunderts wurde 1688 zur Pfarrkirche erhoben. 1968 war eine Innenrestaurierung, 1986 eine Außenrestaurierung.

## Architektur
Das vierjochige Langhaus mit gekehlten Wandpfeilern mit halbrunden Vorlagen trägt ein Netzrippengewölbe mit einem im westlichen Abschnitt angeschnittenen Rippenstern mit Schlingrippen und Schlusssteinen im Rosetten-, Vierpass- und Rautenform und mit Wappen bemalt. Das spitzbogige profilierte Westportal hat eine erneuerte Tür. Darüber befinden sich in der Westfront zwei Spitzbogenfenster. Im Westjoch steht eine spätbarocke vorschwingende Musikempore aus dem Ende des 18. Jahrhunderts. In der Nordwand des Ostjoches ist ein Spitzbogenportal zum Turm. Der Nordturm hat einen mächtigen Unterbau mit Mauerschlitzen, spitzbogige zweizeilige Schallfenster mit Maßwerknasen und Rosetten. Der Turm weist Ecklisenen um 1800 auf. Der Turmgiebel und Spitzhelm wurden erneuert und zeigen die Jahresangabe 1876. Die Spitzbogenfenster des Langhauses wurden 1957 verglast. Das Langhaus zeigt außen an der Südwand ein Fresko Christophorus aus dem Anfang des 16. Jahrhunderts und eine gemalte Sonnenuhr.
Der spitzbogige und profilierte Triumphbogen ist eingezogen. Der eingezogene und niedrigere einjochige Chor mit einem Fünfachtelschluss hat ein Netzrippengewölbe auf Konsolen und bemalte Schlusssteine. Nordseitig im Chor ist eine spätgotische Sakramentsnische mit profilierter Spitzgiebelrahmung. Im Chor befindet sich ein Spitzbogenportal zum Turm. Es gibt einen kleinen Anbau zwischen dem Turm und dem Chorschluss. Südlich ist ein Spitzbogenportal zur angebauten Sakristei. Der Chorschluss hat drei Spitzbogenfenster und das Maßwerk ist von außen sichtbar. Zwei Chorschlussfenster wurden 1901 mit Darstellungen der hll. Peter und Paul verglast.

## Ausstattung
Der Hochaltar aus dem Ende des 18. Jahrhunderts trägt die spätgotischen Figuren Jakobus, Andreas, Philippus aus dem Anfang des 16. Jahrhunderts und die stark restaurierten Seitenfiguren Antonius und Anna. Die Kreuzwegreliefs schuf 1891 Ferdinand Stuflesser aus Gröden. Der Taufstein ist neugotisch.
Die neugotische Orgel baute 1914 Alois Fuetsch.